# ليغا برو 1996-97
ليغا برو 1996-97 (بالبرتغالية: Liga de Honra de 1996–97‏) هو موسم من ليغا برو. فاز فيه كامبومايورنسي ‏.